# 툴루이 칸
톨루이 칸(몽골어: ᠲᠤᠯᠤᠢ
ᠬᠠᠨ Tolui Qan, 拖雷 汗, 키릴 문자: Толуй  хаан, 페르시아어: تولى خان Tūluy Khān, تولوى خان Tūlūy Khān, 1192년 혹은 1191년 ~ 1232년 9월 / 10월 9일) 혹은  투오루이(托雷), 투뢰이(图壘), 포루이(褒雷)는 몽골 제국의 칸(재위:1227년 ~ 1229년)이자 군사가였다. 칭기스 칸의 아들로, 그의 어머니는 부르테이며, 쿠빌라이 카안의 아버지이다. 휘는 툴루이(몽골어: ᠲ)ᠤᠯᠤᠢ Tolui), 그는 막내였기 때문에 몽골의 전통에 따라 몽골리아를 분봉받았다. 칭기스 칸의 사후에 형 우구데이가 카안에 즉위하기 전까지 감국으로 통치하였다. 그는 아버지와 함께 금나라와 화레즘 정복에 늘 함께했으며, 칭기즈 칸 사후에도 금나라 원정을 계속했다.
1213년 매부 치쿠와 금나라 원정에 출정해 더싱을 점령하고, 허베이, 산둥, 황허 강 일대에서 금나라 군대를 격파했다. 1219년 아버지 칭기즈 칸의 호라즘 원정에 동행 출정하여, 호라즘의 홀라산과 가즈나 왕조(현, 아프가니스탄)의 발흐, 그해 3월 메르브, 4월 니샤푸르 메이를 공략하여 초토화시켰다. 1226년 2월 칭기즈 칸의 서방 재원정에 출정했으며, 칭기즈 칸 사후 몽골 제국의 임시 대칸을 맡았다. 1229년 오고타이에게 칸위를 양보하고, 1230년부터 금나라 원정에 출정, 뤄양을 공략하여다. 1231년 삼봉산에서 금나라 장군 완안진화상의 15만 대군과 균주의 포하의 군대를 전멸시키고, 쉬저우를 거쳐 1232년 4월 금나라 중도를 함락시켰다.
1232년 여름, 오고타이 칸이 중병에 걸리자 그를 대신하여 독배를 들고 사망했다. 일설에는 알콜 중독 사망설과, 정치적 암살설이 존재한다. 사후 아들 몽케 칸에 의해 칸-황제로 추존되고, 다른 아들 쿠빌라이 카안에 의해 예종(睿宗)으로 시호는 경양황제(景襄皇帝, 훌륭하고 겸손한 황제)로 추존되었다. 1310년 무종 카이산이 인성(仁聖)의 존호를 더하여, 인성경양황제(仁聖景襄皇帝)가 되었다. 1313년에는 태상태황(太上太皇)으로 추존되었다. 그의 이름은 중세 몽골어로 거울을 의미한다.

## 생애

### 초기 활동

#### 출생과 유년기
툴루이는 1192년에 테무진(훗날의 칭기즈 칸)과 그의 첫 부인 옹기라트족 출신 보르테 우진 카툰의 넷째 아들로 태어났으며, 일설에는 1191년생 설, 1190년생 설, 1193년생 설 등이 있다. 원사에는 툴루이로, 신원사에는 툴루이라는 이름과 풀루이(褒雷)라는 이름도 나타난다. 툴루이라는 이름은 중세 몽골어로 거울을 의미한다.
툴루이의 동복 친형제로는 형 주치, 차가타이, 우구데이와 누이 코첸 베키, 알카이 베키, 투멜룬, 알랄툰 베키, 체체이켄 등이 있었다.
툴루이는 어릴적부터 영리한 성격으로, 무용이 뛰어나 덕망이 있었다고 한다. 인색하다는 평도 있었다. 신원사 108권에 의하면 그는 말재주에 능했다(甫能言) 한다. 1197년 타타르족 카르킬 시라에 의해 유괴되었다가, 의붓 누이이자 할머니 호엘룬의 양자 보로클의 아내인 알타니와 칭기즈칸의 다른 두 부하 등에 의해 구출되었다. 툴루이는 아버지 칭기즈 칸의 정복 활동에 참여하기에는 나이가 너무 어렸다. 툴루이는 1212년 처남 치구와 함께 몽골의 제1차 금나라 원정에 출정, 몽골군 중군 1개 부대를 이끌고 금나라를 공격, 덕흥부(德興府 현, 산시성 더싱, 줘루 현 일대) 공략에 출전하였다.

#### 청년기
툴루이는 군사 전략에 능하고 지혜로운 인물이었으나, 호전적이고, 술을 매우 좋아하였다. 군사 전술에는 능했지만 통솔력은 부족하였고, 잔인했으며, 건강상의 문제가 일찍부터 제기되었다. 1203년 징기스 칸이 케레이트를 멸망시킨 후, 케레이트 족의 족장 옹 칸의 조카딸 소르칵타니 베키를 툴루이와 결혼시켰다. 소르칵타니 베키는 몽케, 쿠빌라이, 훌라구, 아리크부카의 네 아들을 낳았다. 쿠투투는 페르시아계 사서 집사에 의하면 툴루이의 다른 첩인 링굼 카툰, 혹은 링구움 카툰 소생이라는 설이 있다. 이름 미상의 아들로 주리카라는 아들은 서출로 추정된다.
몽골의 관습법 야삭에 의하면 이들은 세례를 금지했지만, 후일 아리크부카는 네스토리우스 기독교에 온정적인 정책을 보였다. 일설에는 아리크부카가 네스토리우스 신자였다는 설도 있다.
칭기즈칸의 아들 중 차가타이는 주치의 혈통에 이의를 제기하여 서로 갈등하였다. 보르테 카툰이 메르키트족 토크토아 베키에게 포로로 끌려가 칠게르에게 주어졌다가, 9개월 만에 돌아온 것이 이유였다. 차가타이는 과격한 성격으로 주치의 출생에 계속 의문을 제기하여, 몽골의 부족장들로부터 후계자로 부적격자로 간주되었다. 차가타이는 주치가 칭기즈칸의 아들이라 해도 혈통상의 의혹이 제기되는 한, 단결을 해칠 우려가 있다고 보았다. 차가타이와 주치의 공공연한 대립은 주먹다짐까지 가게 되었다. 화레즘 원정길에서도 주치와 차가타이는 대립했다. 툴루이는 언급하지 않고 둘의 대립을 지켜보았다. 칭기즈 칸은 불문율에 붙이게 했으나 주치와 차가타이는 계속 대립, 갈등했고, 칭기즈칸은 오고타이와 툴루이 중에서 후계자를 고민하다가 다소 온화하고 지적인 오고타이를 후계자로 내정했다. 주치, 차가타이는 이 결정에 이의를 제기하지 않았다.
1213년 7월부터 1214년 10월 칭기즈 칸의 아들들이 금나라로 출정하였다. 1213년 7월부터 툴루이는 매부 치쿠와 함께 금나라 원정에 출정, 덕흥부(德興府, 현, 허베이 성 줘루현(河北省涿鹿縣))을 점령하였다. 이후 남하하여 저루현, 이주(易州)를 격파하고 허베이, 산둥, 황하 강 일대의 전투에서 금나라 군사를 격파, 승리를 거두었다.
1213년 툴루이는 군대를 이끌고 금나라의 패(霸), 막(莫), 하간(河間(, 창(滄), 헌(獻), 심(深), 기(祁), 이(蠡), 기(冀), 은(恩), 복(水+僕), 개(開), 골(滑), 부(博), 제(濟), 태안(泰安), 제남(濟南), 빈(濱), 예(棣), 익도(益都), 뇌(淄), 유(水+維), 등(登), 기(萊), 기(沂) 등 여러 주로(州路)를 점령, 복속시켰다.

#### 호라즘 정복 전쟁 참여

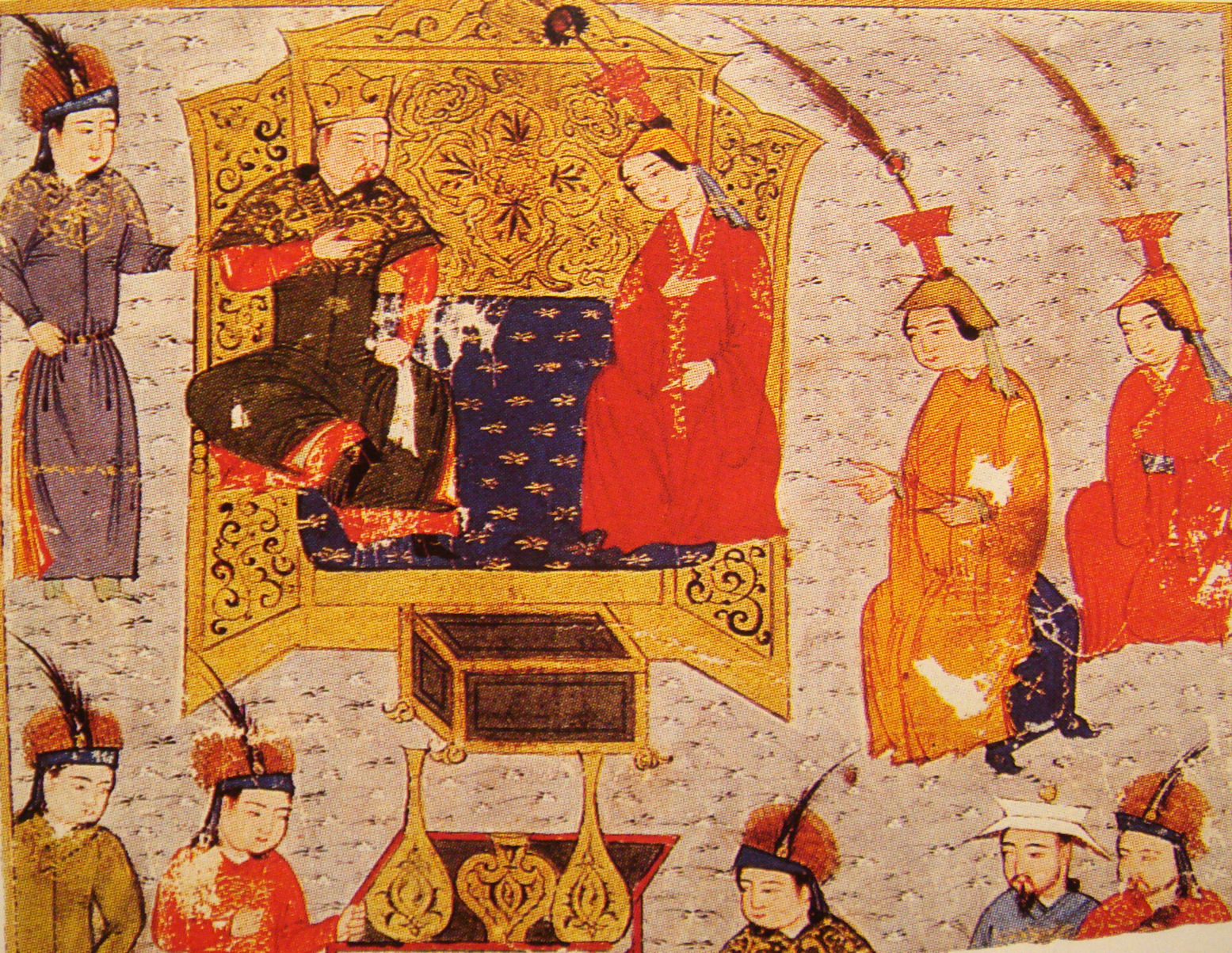
톨루이와 소르각타니 베키 초상화, 라시드 알딘의 집사 삽화그림

1219년 칭기즈 칸의 15~20만 병력과 호라즘 원정대에 참여하여, 툴루이는 서진, 중국인, 몽골인으로 구성된 1개 부대를 이끌고 아무다리야강을 건너, 부카라, 사마르칸트, 그 주변을 포함한 마와라 안나푸르 일대 지역의 도시를 공략하였다. 1219년의 툴루이의 서방 원정에는 칭기즈 칸의 쿨란 카툰이 동행하였다.
1220년 가을, 톨루이는 호라즘 샤의 술탄 알라 웃딘 무함마드를 추격하러 파견된 제베 , 수부타이 등의 후발대로 이들을 따라갔다. 툴루이는 암다리야 강을 건너 홀라산 지역으로 파견되어, 호라즘 샤의 술탄 알라 웃딘 무하마드의 주요 장수들과 교전했다. 그의 아버지 징기스칸은 호라즘과 다른 이웃 도시에서, 몽골에 대한 세금과 공물 지불에 반대하는 시위를 진압하라는 명령을 내렸다. 1220년 11월, 니샤푸르에서 발생한 봉기를 진압하러 갔던 툴루이의 매부인 토구차르(케레이트부 토오릴 옹 칸의 아들)가 마을 니샤푸르 사람들에 의해 살해당했다. 툴루이는 칭기즈칸의 명으로 봉기를 진압했다. 도시를 함락한 뒤에는 보복으로 투항 한 주민을 학살하였다.

#### 호라즘 재원정, 가즈니 정복 전쟁에 참여

##### 발흐, 메르브 점령
1221년 아버지 칭기즈 칸의 호라즘(현, 이란과 아프가니스탄) 원정을 재개하자, 다시 출전하였다. 1221년 본진에서 분리되어 군사를 이끌고 가즈나 왕조(현, 아프가니스탄)의 영토를 공격, 발흐 지역을 점령, 약탈하였고 주민들을 몰살하였다. 그리고 방어용으로 쓰일 수 있는 모든 건물을 모두 파괴하고, 코라산(현, 이란의 북동부) 지역을 점령하였다. 툴루이는 다시 마루차크(현, 아프가니스탄 북서쪽 끝)로 이동한 후 무르가브와 쿠슈카 강 왼쪽 지류를 건너 북쪽으로 강을 따라 메르브로 향했다.
1221년 2월 툴루이는 7,000명의 정예병력을 이끌고 메르브로 갔다. 당시 메르브의 주지사는 투르크멘족의 큰 무리와 갈등을 빚고 있었다. 툴루이는 장졸을 시켜 강 근처에서 자기 군사의 위치와 도시의 위치를 탐구한 후 야간 공격을 시작했는데, 이때 투르크멘족을 먼저 공격하여 많은 수의 투르크멘인들이 사살되었다. 1221년 2월 25일 툴루이 군대는 메르브 성 문 앞에 나타났다. 툴루이는 자신과 500여 명의 몽골 군을 메르브 성벽 주위를 점령, 포위하고 탐색했다. 곧 몽골 장병들을 시켜 6일간 요새의 근접지역을 사전 조사하고, 긴 포위공격을 오래 견딜 수 있고, 성곽이 튼튼한 상태라는 것을 파악했다. 그해 3월 2일 일반 메르브 성을 공격했고, 메르브 주민들은 2교대로 몽골 군에 맞섰고, 반대편 성문에 두 개의 요새를 만들었지만 모두 몽골군에 의해 파괴되었다. 3월 3일 가즈나의 메르브 주지사는 몽골군에게 자비의 약속을 호소하며 항복했지만, 툴루이는 항복을 받아들이는 척 하고 그를 처형했다. 툴루이는 주민들에게 가장 소중한 것만 들고 나가도록 지시했다. 그러나 항복한 병사들과 메르브의 주민들은 칼로 베고 성 주변 들판에 던져졌고, 메르브 주민 70만 명이 몰살당했다. 200명의 메르브의 상인, 관료, 지주들은 재산과 금은보화를 숨겨둔 곳을 자백할 때까지 고문을 가했다.
툴루이는 이 중 기술자들을 살려두어, 4,000명의 장인들과 일부 아이들을 노예로 데려갔다. 툴루이는 다시 메르브 성곽 파괴를 지시, 성곽은 방화, 파괴되어 모두 평지가 되었다. 또한 성곽을 쌓고 재결집, 저항을 우려하여, 병사들을 시켜 메르가브 강 주변의 둑을 무너뜨렸다. 메르브는 툴루이 군대의 파괴 이후 심각한 인구 감소를 유지했으며, 주변 지역은 건물 잔해와 묘지 외에 수세기 동안 방치되었다.
메르브의 일부 시민들은 시신과 묘지 속에 몸을 숨겨 살아남았다 한다. 메르브를 파괴한 툴루이는 1221년 3월 말머리를 남서쪽으로 돌려 니샤푸르, 메이(현재 투르크메니스탄 아쉬하바르 동부)로 갔다.

##### 니샤푸르, 메이 정복
1221년 4월 7일 수요일, 툴루이의 군대는 니샤푸르, 메이에 도착했다. 이때 토가카르의 처인 툴루이의 누이도 동행했다. 1220년 11월에 토가카르를 죽인 니샤푸르의 마을 주민들은 룰루이의 군대가 나타나자, 사자를 보내 저항하지 않고 항복 조건을 논의하겠다고 제안했다. 니샤푸르와 메이에는 창을 던지는 투창기 3,000개, 대포 500문이 있었지만 툴루이 부대는 창을 던지는 투창기 3,000개, 대포 300개, 석유에 불을 붙여서 던지는 포 700개, 사다리 4,000개, 큰 돌을 던지는 투석기 2,500~3,000개를 보유하고 있었다. 툴루이는 그들의 투항 제안을 거부하고, 대포, 투석기로 총공세를 시작했다.
3일간의 공격 끝에 4월 10일 토요일, 니샤푸르, 메이 시내와 성곽은 붕괴되었다. 시내를 돌아본 그는 메르브와 같은 방식으로 도시 전체를 불태웠다.
메르바에서와 마찬가지로 툴루이는 주민들은 탁 트인 들판으로 끌고 가 처형했다. 아타 말릭 주베이니에 의하면 툴루이는 토가카르의 죽음을 복수하기 위해 '이 곳을 쟁기질할 수 있도록 도시를 바로 파괴하라는 명령을 받았다. 심지어 고양이와 개도 복수에 살아 남지 않을 것'이라고 선언했으며, 모든 민간인을 도시에서 살해, 몰아내고 도시를 불태웠다고 한다.
3개의 건물 잔해와 잘린 목들과 시신들이 있었으며 남자는 남자대로, 여자는 여자대로, 아이는 아이대로 쌓여 있었고, 개와 고양이들도 모두 잡아 타살당했다. 니샤푸르, 메이의 기술자 400~500명을 살려두고 나머지 주민들은 모두 도살되었다. 174만 4,000명의 주민이 몰살당했다. 메르브의 주민들이 시체, 무덤 속에 몸을 숨겼다가 살아남은 뒤 도주했다는 소식을 전령을 통해 들은 툴루이는, 니샤푸르와 메이에서는 이미 죽은 시체와 무덤 속 시체의 목도 베어버리게 했다. 이후 하이에나와 늑대, 독수리 등이 니샤푸르, 메이를 장기간 돌아다녔다 한다.
툴루이의 군대는 이후 투르크메니스탄 지역인 사라스(Sarahs), 투옌, 오비바르드 지역을 차례로 침공, 도시를 파괴하였다.

##### 헤라트 점령

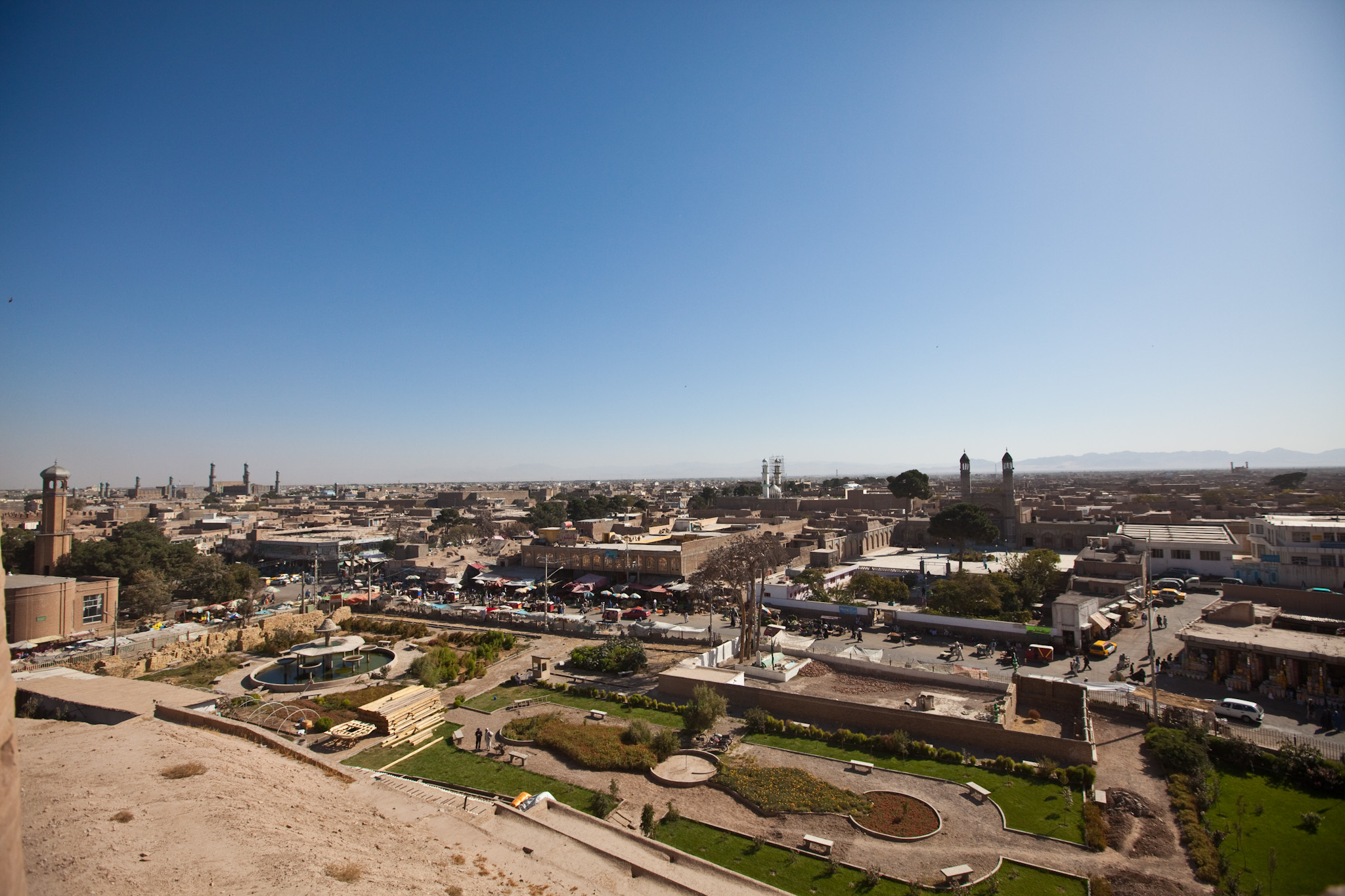
헤라트

그해 5월 야리(현, 아프가니스탄 북서부 헤라트)에 도착한 툴루이는 야리 총독에게 사절을 보냈다. 야리에는 이란계 주민들과 투르크계 주민들이 살고 있었다. 그러나 툴루이의 사절은 야리의 말리크(가즈니 왕조의 주지사)인 술탄 잘랄 알 딘에 의해 처형되었다. 화가 난 툴루이는 사절을 보낸 지 8일 뒤, 사절의 사망 소식을 듣고 공격을 시작했다. 툴루이는 성밖에서 헤라트 시민들이 즉시 항복하면 시민들의 생존을 약속했다. 그러나 헤라트 주민들은 차분히 대응했고, 잘랄 알 딘의 정예부대 1만 2천명은 그뒤 8일간 툴루이 군에 끝까지 저항했다.
툴루이는 항복하면 살려준다는 조건을 내걸었고, 야리에서는 항복하는 조건으로 투르크인 정예 병력 1만 2천 명과 헤라트 남성들이 성 밖으로 보내졌다. 툴루이는 도성(屠城) 명령을 내려 투르크인 정예 병력 1만 2천명과 헤라트 장정들을 전원 처형했지만, 성 안에는 추가 병력이 있었고 툴루이는 야리 성을 점령, 파괴하는데 실패한다.
전황이 지지부진하자 툴루이는 퇴각하여 칭기즈 칸의 본영이 이동해간 발흐 서남쪽 탈리칸 혹은 타레칸으로 가서 합류하였다. 헤라트 공략 실패 이후, 툴루이는 차가타이와 오고타이의 우르겐치 포위 공격에 합류하였다. 그는 매부 토가차르, 조카 무에투겐(차가타이의 아들)의 죽음을 이유로 거쳐가는 도시의 백성들을 한 명도 남기지 않고 살육했다. 항복한 자는 살려주는 오고타이, 사자를 보내 협상, 항복을 요구하던 주치와 비교되었다.

### 칭기즈 칸의 후계자 내정
1225년 그는 부황 칭기즈 칸으로부터 알탄하(斡難河, 현, 오논강) 상류 일대와 카라코룸 주변, 동부 투르키스탄 일대를 영지로 분봉받았다. 1225년 말 칭기즈 칸을 따라 서하 지역 공략에 참여, 이듬해 2월 형 오고타이와 함께 서하를 점령하였다. 1219년 화레즘 원정 직전 칭기즈 칸의 후궁인 예수이 카툰이 보르테 카툰의 아들들 중 후계자를 누구로 지정할 것이냐고 칭기즈 칸에게 물어보았다.
칭기즈 칸은 자신의 동생들, 자녀들, 보오르추, 무칼리도 꺼내지 못한 일을 꺼냈다며 예수이 카툰을 칭찬하는 한편, 각 부족장들, 형제들, 자녀들에게 의견을 물었다. 차가타이는 주치를 후계자로 정하는 것에 가장 반발했다. 보르테 카툰이 메르키트부에 납치되었다가 풀려난 직후에 태어난 일로 주치는 차가타이로부터 출신 의혹을 이유로 공격당하고, 서로 갈등하였다. 툴루이는 주치와 차가타이의 대립에 끼어들지 않았다.
칭기즈 칸은 툴루이와 오고타이 중의 하나를 후계자를 고를 때 고심하였다. 툴루이는 용맹스러운 장수였으나 알콜 중독 증상이 있었고, 칭기즈 칸은 정치적인 능력이 있는 오고타이에게 마음이 기울었다.
칭기즈 칸은 툴루이를 가장 아꼈으며 군 장군으로서 툴 루이는 많은 군사력과, 많은 몽골 부족장, 군주들의 지지를 얻어, 왕좌에 앉을 수있는 매우 재능있는 사람이었다. 처음에 칭기즈 칸은 툴루이에게 몽골 본토를 상속해줄 계획이었다. 그러나 툴루이는 군사적인 능력은 있었으나, 알코올에 중독되었으며, 성품이 잔인하다는 평이 있었고, 통찰력이 부족하였다. 또한 건강의 악화 역시 통치에 부담을 주었다. 그러나 그의 아내 소르칵타니는 케레이트족 토그릴의 질녀로 경교 신자였으며 현명하였다. 그러나 몽골 사회에서 여성의 발언권은 한계가 있었다.
칭기즈 칸은 아들들에게 분봉할 때, 툴루이에게는 5천명의 병사와 몽골고원의 5만 가구가 있는 땅을 분봉하였다. 칭기즈 칸은 오고타이와 툴루이 중에서 후계자를 생각하였다. 많은 몽골 왕공족, 부족장들이 툴루이를 지지하고 그가 다음 칸이 되기를 내심 원했다. 칭기즈 칸은 오고타이와 툴루이 중 누구를 후계자로 결정할 것인지 오래도록 고민하였다. 칭기즈 칸의 후궁 쿨란 카툰이 다시 보르테 소생 네 아들 중 누구를 후계자로 정할 것인가를 칭기즈 칸에게 독촉했지만, 칭기즈 칸은 툴루이와 오고타이 중 쉽게 답을 내리지 못했다.

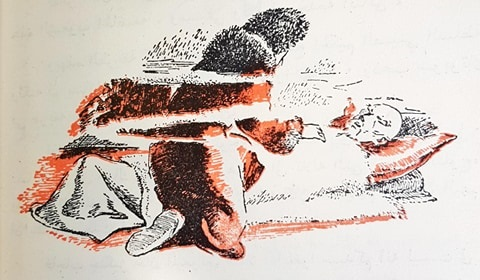
칭기즈 칸의 임종을 지키는 툴루이

1226년 2월 칭기즈 칸의 서방 원정길에 동행하였다. 그와 그의 아버지는 호라즘 재정복을 추진했다. 그해 칭기즈칸은 호라즘 원정에 지원을 거부한 서하를 정벌하러 출정, 서하 원정길에 사망했다. 칭기즈 칸이 죽자 툴루이는 1227년 몽골 제 부족장, 왕자들과 북행, 칭기즈 칸의 시신을 운구, 매장하고 카라코룸으로 돌아왔다.

### 감국 시절

#### 통치 초기
아버지 칭기즈칸은 호라즘 정벌에 동참을 거부한 탕구트의 서하를 정벌하러 출정했다. 1226년 8월 칭기즈 칸은 서하의 은천을 점령했으나 병 혹은 낙마사고 후유증으로 서하 경계선인 류판산 부근에서 죽었다. 툴루이는 칭기즈 칸의 장례식과 매장을 수행하였다. 또한 칭기즈 칸의 12만 9천 명의 군대 중 10만 1천 명을 툴루이가 맡게 되었다. 당시 우구데이는 호보지지(霍博之地, 현, 신장위구르자치구 어민 현과 허부커싸이얼현의 경계지점)에서 체류중이었다.
칭기즈 칸의 사후 바로 열린 쿠릴타이에서, 몽골 족장들은 툴루이를 새로운 대칸으로 선출하였지만, 툴루이는 그것을 사양하고 2년간 임시 대칸으로 있다가, 아버지의 뜻대로 그의 형 오고타이에게 양위하였다. 몽골 족장들은 막내아들이 옷치킨(화로를 지키는 자)으로서, 아버지를 계승한다는 전통에 따라 이와 같이 결정하였으나, 툴루이가 당시 가장 강한 군대를 보유하고 있었다는 점도 영향을 미쳤다.
1227년 8월 그는 칸위에 올랐다. 칭기즈 칸의 사후 국정을 관장한 그는 자신의 지위, 경칭에 대해 이크 노얀(ᠶᠡᠭᠡᠡ᠋ ᠨᠣ᠊ᠶᠡ᠊ᠨ, Их ноён, 큰 벼슬이라는 뜻), 우르크 노얀(Үлүг ноён ᠡᠣ᠊᠊ᠢ᠊᠊ᠯᠣ᠊᠊ᠢ᠊ᠡ᠋ ᠨᠣ᠊ᠶᠡ᠊ᠨ, ᠡᠣ᠊᠊ᠢ᠊᠊ᠯ᠊ᠢ᠊ᠭᠡᠡ᠋ ᠨᠣ᠊ᠶᠡ᠊ᠨ), 혹은 통치자라는 뜻의 에즈단이라 자칭하였다. 당시 다년간 연경(燕京)의 도적떼가 치안불능 상태를 이용, 부자들의 재물을 약탈했고 관리들은 이를 처리하지 못했다. 그는 즉시 타차르(塔察), 우두차카르(吾圖撒合里)에게 활과 화살을 주어 파견, 도적 16명을 즉시 사살했고 연경의 도적들은 도주하여 다시는 나타자니 않았다.
툴루이의 집권 당시 야율초재는 정복지의 백성을 모두 죽이면, 누구에게 세금을 걷고, 노동력을 어떻게 확보할 것이냐며 항의했다. 야율초재는 그에게 한나라 초기의 사상가 육가(陸賈)의 서적을 들어 내치에도 힘쓸 것을 권고했다.

#### 통치 후반기
1228년 봄, 쿠릴타이가 열렸으나 툴루이와 오고타이 중 누구를 대칸으로 올릴 것인지 결정짓지 못했다. 
1229년 봄, 몽골 케룰렌 강가에서 누구를 대칸으로 추대할지 토론이 열렸다. 소집된 쿠릴타이에서 몽골 부족장들은 막내 아들이 고향을 상속하는 전례를 들어 툴루이에게 칸 위에 오를 것을 건의했다. 몽골의 여러 귀족들은 툴루이를 지지하였고, 40일간의 토론 끝에 결론이 나지 않았다. 토론 마지막이 다 되어갈 때 차가타이와 삼촌 테무게 옷치킨만이 오고타이를 지지했다. 먼저 죽은 주치를 대신해 참석한 주치의 아들 바투는 어느쪽도 지지하지 않고 관전했다. 
많은 몽골 칸, 부족장들이 툴루를 지원했고 그가 대칸에 오르기를 원했지만, 툴루이는 몽골 제 귀족의 추대를 사양하고, 어디까지나 아버지가 마음 두고 후계자로 지명한 인물은 오고타이라는 뜻을 표명하고 그의 형제 우구데이에게 왕좌를 양보하였다. 이후 오고타이는 그에게 할하 몽골지역을 주어 다스리게 하였다.

### 생애 후반

#### 서하 멸망과 금나라 공략

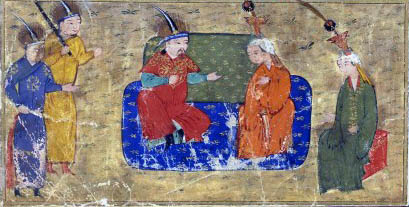
톨루이와 소르각타니 베키 초상화, 자미 알 타와리 작(15세기)

대칸위를 양보함과 동시에 툴루이는 자신의 휘하에 있던 케식 군단을 오고타이 칸에게 넘겨 주고, 그에게 9번을 충성을 맹세했다.
1227년 8월 28일, 서하의 반격이 우려되자 툴루이의 몽골군은 흥경부(興慶府)를 공격 함락시켰다. 바로 말제 이현과 서하 황족을 사로잡아 암살하고 서하를 파괴, 멸망시켰다. 이때 툴루이는 말제에게 어떠한 시호나 묘호도 내리지 않았다.
1229년 오고타이 칸은 수부타이를 보내 금나라 군대와 교전했으나 성과가 없었다. 1230년 툴루이는 오고타이와 군대를 나누어 금나라 공격을 시도했다. 그런데 그해 툴루이는 중간에 군사를 돌려 송나라 국경으로 향했다. 1230년 7월 오고타이 칸의 명을 받아 툴루이는 아들 몽케와 군사를 이끌고 금나라의 천성보(天成堡) 등을 공격, 함락시키고 봉익(鳳翔)을 공격하였다.

#### 금나라 원정 채 참여
1230년 가을 오고타이 칸이 금나라 정벌군을 편성, 툴루이는 군사를 이끌고 출정하여 천성보(天城堡), 포성현(蒲城縣) 일대를 격파하고, 서부에서 금나라 군사와 교전하는 오고타이 군을 지원하였다. 1230년 말 오고타이는 금나라 원정군의 남서부 사령관을 수부타이에서 툴루이로 교체, 임명하였다. 1231년 툴루이는 카이펑 공격을 계획한다. 1231년 2월 툴루이의 군대는 봉주(鳳州), 익주(翔州)를 점령했다.
툴루이는 당시 우익군을 봉익의 근처에 주둔했으나 진격하지 못했고, 한수(漢水)를 건너야 했다. 툴루이는 송나라에 사신 사부칸(搠不罕)과 송가도(宋假道)를 보냈으나 송나라에서는 툴루이가 보낸 사절을 죽였다. 격분한 툴루이는 30,000명의 기병을 이끌고 봉주와 화양(華陽)을 치고, 쉬지 않고 흥원부(興元府)를 점령했으며 양주(洋州)지역을 점령, 도살했다. 툴로이는 1개 부대를 분할해 면서(沔西)를 공략하고, 강릉을 점령했으며 가맹(葭萌)을 점령하고 서수현(西水縣)을 공략하게 했다.
1231년 봄 툴루이는 군사를 이끌고 낙양을 공략, 함락시켰다. 그해 5월 오고타이 칸과 군사를 이끌고 관산(官山)을 점령했다. 1231년 중순, 툴루이는 군사를 이끌고 사천성 한중(漢中)을 공략, 사천성 경내로 들어가 주민들을 사로잡거나, 대량 학살을 감행했다. 살아남은 사천의 주민들은 인근 귀주로 피신했다. 그해 음력 12월 25일 군사를 이끌고 북행, 우산에서 야밤에 불화살로 금나라 군사를 공격, 금나라 군대를 격파하였다.
1231년 11월 흥원과 양주 사이에 도착, 분견했던 1개 부대가 동쪽에서 합류해와 금주(金州), 방주(房州) 2개 지역을 점령했다. 이어 무당산(武當山)에서 송나라의 군대를 격파했다. 1231년 12월 16일 한수 이북의 지역을 점령하였다.

#### 금나라 격파
1232년 1월 9일 오고타이 칸의 명으로 장군 수부타이, 쿠토쿠(忽都忽) 등과 군사를 이끌고 출정, 1월 13일 삼봉산(三峰山)에서 금나라 장군 완안진화상(完顏陳和尚)이 이끄는 15만 군대를 격파하고 균주(鈞州)로 퇴각시켰다. 균주에서 완안진화상, 완안합달(完颜合达)이 이끄는 금나라 군대를 만났다. 툴루이는 삼봉산 일대에 참호를 파고 군사를 매복했다가, 비가 많이 내리는 틈을 타 병기 조종을 못하고 우왕좌왕하는 금나라 군사를 섬멸하였다. 군량미 부족과 추위에 지친 금나라 군대는 그대로 쓰러졌다.
바로 균주까지 금나라 군대를 추격하여 잔존 병력과 금나라 장군 포하(蒲阿)가 이끄는 금나라 군을 궤멸시키 뒤, 쉬저우(許州)를 함락시켰다. 1232년 초 툴루이가 이끄는 군대는 금나라의 내륙으로 진입했다. 1232년 4월 금나라의 중도 대흥부를 점령하고, 그해 여름 금나라의 관산을 점령하였다. 툴루이의 군대는 허난을 점령, 카이펑 공략을 시도했으나 금나라 군대의 결사적인 항거로 카이펑 함락은 실패, 쪽으로 밀려나게 되었다.
1232년 5월 형 우구데이 칸이 갑자기 중병을 앓게 되고 6월 질병이 심해졌다. 원사에 의하면 소식을 들은 툴루이는 하늘에 제사지내고, 자신이 형을 대신 희생하겠다(拖雷禱于天地 請以身代之)고 기도했다 한다. 그로부터 수일 뒤 우구데이 칸의 병이 갑자기 씻은듯이 낳았다 한다.
1232년 7월 극도의 무더위로 툴루이는 카이펑에서 양저우로 퇴각했다가, 같은 달 양저우에서 군대를 돌려 몽골로 귀국했다.

#### 죽음과 유산
1232년 9월 혹은 10월 9일 몽골고원에서 독이 든 술을 마시고 사망했다. 집사, 원사, 몽골비사 등에 의하면 모두 그가 병이 든 오고타이를 대신하여 독이 든 술, 저주받은 술을 마시고 죽었다 한다. 《몽골비사》에 따르면,  툴루이는 중국 원정 시에 형 오고타이의 심한 병을 고치기 위해 자신을 희생제물로 바쳤다고 한다. 1232년 5월 오고타이 칸이 갑자기 병에 걸려 6월 병으로 사경을 헤맸다. 곧 병마(病魔)로부터 오고타이의 정신과 영혼을 구하기 위한 몽골 전통 의식이 열렸다.
수일 뒤 무당이 예언하기를 오고타이의 병이 그들이 금나라 정벌시 죽인 중국인의 혼령들의 원한으로 인한 것이며, 중국의 흙과 물의 영혼이 오고타이의 질병의 원인이라 지목했다. 무당은 금, 은, 가축 제물, 인신공양 제물은 안되며, 제물로 환자의 가족 중 하나를 바쳐야지 그가 나을 수 있을 것이라고 했다. 오고타이가 죽는다면 몽골인들은 아비 잃은 자식이 될 것이고, 여진족과 중국인들은 기뻐할 것이라는 말도 나왔다. 이를 들은 툴루이가 자원하여 나섰으며, 그는 북방으로 가는 길에 독배를 마시고 스스로 희생제물이 되었다고 한다. 그는 만약 죄를 지었다면 제가 더 많이 지었습니다. 여러 지방을 정복할 때 저는 수많은 사람들을 죽이고, 그들의 처자식들을 포로로 삼아 통곡하게 만들었습니다. 만약 외모의 준수함과 뛰어난 재주 때문에 우구데이 카안을 데려가시는 것이라면, 제가 더 준수하고 재주는 더 많습니다. 그러니 그를 용서하시고 그 대신 저를 데려가달라고 기도했다 한다.
일설에는 우구데이 카안이 병을 치료하고자 목욕한 물을 그가 마시고 얼마 뒤에 죽었다는 전설도 있다. 다른 설에는 그가 오고타이의 측근들과 퇴레게네 카툰 등이 꾸민 음모에 의해 암살되었다는 설도 있다. 아타 말릭 주베이니는 툴루이가 알코올 중독으로 인해 사망했다는 설을 기록에 남기기도 했다. 일설에는 오고타이파, 퇴레게네 카툰파 외에도 테무게 옷치킨계열 역시 툴루이의 모살에 가담했다는 설도 있다. 후일 아들 몽케 칸이 몽골 울루스의 카안으로 즉위하자 카안 칭호를 추서받았다.
툴루이보다 소르칵타니로부터 얻은 그의 네 아들로 이루어진 툴루이 가문 사람들은 몽골 제국의 운명에 더 중요한 역할을 하였다. 그의 아들은 몽케와 쿠빌라이, 아라 부가, 훌라구이었다. 몽케는 4대 몽골 황제가 되었고, 쿠빌라이는 5대 황제가 되었다. 송나라를 정복한 쿠빌라이 칸은 중국을 거점으로 원나라를 세웠고, 훌라구 칸은 바그다드와 다마스쿠스를 정복한 일 한국을 세웠다.

### 사후
그는 칭기즈 칸의 군대 중에서도 강력한 부대를 보유한 점은 공통적으로 인정된다. 그의 군사적 능력은 탁월했지만 호라즘, 가즈니, 투르크멘 원정 시의 대량 살인과 도시 파괴, 성곽 파괴 등은 적지 않은 실수로 지적된다. 툴루이의 시신은 아버지 칭기즈 칸과 후일 그의 아들  몽케, 쿠빌라이가 묻힌 부르칸 칼둔 근처, 에크 호릭(еке хориг, 위대한 군인 혹은 위대한 보호구역이라는 뜻) 지역에 매장되었다. 일설에는 그의 묘소가 내몽골에 있다고 추정하기도 한다. 이후 툴루이의 이름과 거울이라는 단어는 당분간 언급이 금기시되었다. 존 보일에 의하면 툴루이라는 이름 대신, 그의 실명이 언급되지 않기 위해 사후에 그에게 베리키 노얀(великий нойон, 큰 노얀)이라는 칭호를 부여되었다는 가설을 제기하였다.
그의 이름이 오고타이 치하에서 금기시된 이유는 알 수 없으나, 라시드 알 딘에 따르면, 그를 지칭할 때 툴루이라는 이름 대신 톨리(толи), 투르크(тюркское), 혹은 투르크어로 거울을 뜻하는 쿠즈구(кузгу))라는 단어 등이 사용되었다 한다.
그의 재산은 처 소르칵타니 베키가 관리하였다. 오고타이 칸은 한때 그의 처 소르칵타니 베키를 자신의 아들 귀위크와 결혼시키려 했다. 소르칵타니 베키는 아이들의 나이가 어리다는 것을 들어 오고타이의 요구를 거절했다.
1252년 6월 아들 몽케 칸은 그를 카안으로 추존하고, 이크 카간(也 可汗, 몽골어: ᠶᠡᠬᠡᠢ
ᠬᠠᠭᠠᠨ, Их ваан), 중국식으로 황제라 칭했다. 첫 시호는 영무황제(英武皇帝)였다. 1271년 10월 아들 쿠빌라이 칸은 태묘를 세울 때 그의 묘호를 예종, 시호를 경양황제(景襄皇帝)로 개시, 추존하였다. 쿠빌라이 카안은 그의 사당을 오고타이 카안의 다음, 귀위크 칸의 바로 앞에 배치했다. 1310년 1월 7일 원 무종 카이산이 인성(仁聖)의 존호를 더하여, 인성경양황제(仁聖景襄皇帝)가 되었다.  1313년 황경 2년 9월 9일에는 태상태황(太上太皇)으로 추존되고, 진정옥화궁(眞定玉華宫)에 사당이 마련됐다가 1320년(연우 7년) 3월에 철거되었다.

## 모살설
툴루이의 죽음이 오고타이 칸 혹은 오고타이의 측근에 의한 모살설, 퇴레게네 카툰에 의한 모살설, 차가타이 또는 테무게 옷치긴 등의 가담설 등이 전해진다.

## 기년
| 툴루이 칸           | 원년        | 2년         | 3년         |
| 서력                | 1227년      | 1228년      | 1229년      |
| 육십간지 (六十干支) | 정해 (丁亥) | 무자 (戊子) | 기축 (己丑) |

## 가족 관계

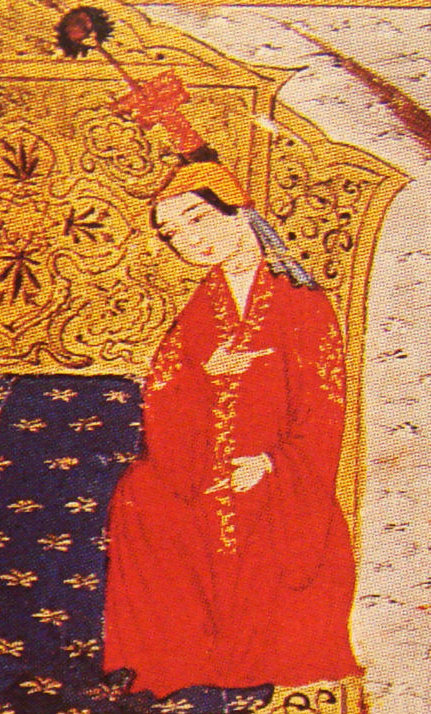
황후 소르칵타니 베키

페르시아의 사가에 따르면 툴루이는 총 10명의 아들이 있었다 하며, 원사에 따르면 툴루이의 아들은 총11명이라 한다. 소르칵타니 베키 소생 네 아들을 라시드 알 딘은 징기스칸과 보르테의 네 아들과 비슷한 국가의 네 기둥이라 부른다.
- 부황 :  태조 철목진(太祖 鐵木眞) - 몽골 제국의 초대 대칸
- 모후 : 광헌익성황후 홍길랄씨(光獻翼聖皇后 弘吉剌氏)
  - 형 : 목종 출적(穆宗 朮赤) : 추존황제(追尊皇帝)
  - 형 : 성종 찰합태(聖宗 察合台) : 추존황제(追尊皇帝)
  - 형 : 태종 와할태(太宗 窩闊台) : 몽골 제국의 2대 대칸
  - 황후 : 현의장성황후 겁렬씨(顯懿莊聖皇后 怯烈氏, 소르칵타니 베키) - 추존황후(追尊皇后)
    - 장남 : 헌종 몽가(憲宗 蒙哥) - 몽골 제국의 4대 대칸
    - 4남 : 세조 홀필렬(世祖 忽必烈) - 몽골 제국의 5대 대칸
    - 6남 : 울렬올 대왕(旭烈兀 大王) - 일 한국의 초대 대칸
    - 7남 : 아리불가 대왕(阿里不哥 大王) - 몽골 제국의 대립 대칸(5대)
    - 장녀 : 노국대장공주 야속불화(魯國大長公主 也速不花) - 홍길랄 알진(弘吉剌 斡陳, 보르테 우진 카툰의 친정 조카)에게 하가(下嫁)
    - 차녀 : 독목간 공주(獨木干 公主) - 홍길랄 섭고태(弘吉剌 聶古台, 알라카이 베키와 그의 두번째 남편 오구트 부 진구의 아들)에게 하가(下嫁), 섭고태 사후 그의 동생 홍길랄 찰홀(弘吉剌 察忽)과 재혼

  - 황비 : 살루크 카툰 내마진씨(撒鲁黑哈屯 乃馬眞氏) 혹은 나이만씨(乃蛮氏), 그의 후궁이자 쿠빌라이 카안의 유모
    - 8남 혹은 10남 : 주리크(Джурика), 사루크 하툰 소생, 어렸을 때 죽었고, 자녀가 없다.
    - 9남 혹은 8남 : 말가 대왕(末哥 大王)

  - 황비 : 마이치 카툰 내마진씨(馬一實哈屯 乃馬眞氏)
    - 8남 혹은 9남 : 발작 대왕(撥綽 大王, 부체크), 불자극(不者克)이란 이름도 있다. 1236년 ~ 1241년에 유럽 정복에 참여했으며 그는 백 명의 아들을 두었다 한다.

  - 황비 : 도쿠즈 카툰 게레이트씨(脫古思可敦 客烈亦惕氏) 혹은 쿠사 카툰(忽思哈屯) - 케레이트 옹 칸의 손녀, 외홀의 딸, 툴루이 사후 훌라구가 수계(收继)
  - 황비 : 링군 카툰 혹은 링구움 카툰(لینقوم خاتون) - 나이만부 출신 서요군주 쿠츨루크의 딸, 페르시아계 사서 집사에만 이름이 언급됨.
    - 쿠툭투가 링굼 카툰의 아들이라는 설이 있다.

  - 황비 : 나얀 카툰
  - 황비 : 미상(未詳)
    - 차남 : 홀도도 대왕(忽睹都 大王) - 생모미상(生母未詳), 일설에는 링군 카툰 혹은 링구움 카툰 소생 설이 있다. 라시드 알딘은 그가 3남이라 한다.
    - 아들 : 주리카 - 생모미상(生母未詳), 어려서 죽었다. 라시드 알딘의 책에 이름이 전한다.
    - 3남 : 미상(未詳) - 생모미상(生母未詳)
    - 5남 : 미상(未詳) - 생모미상(生母未詳)
    - 11남 : 세가도 대왕(歲哥都 大王, 사투타이) - 생모미상(生母未詳), 시리기의 난 가담자 투그 테무르의 아버지
    - 12남 : 설별태 대왕(雪別台 大王, 수탁타이, 수타베이) - 생모미상(生母未詳), 자녀 없음
    - 3녀 : 조국공주 설불한(趙國公主 薛不罕) - 생모미상(生母未詳), 홍길랄 섭고태(弘吉剌 聶古台, 알라카이 베키와 그의 두번째 남편 오구트 부 진구의 아들)에게 하가(下嫁)

  - 황비 : 오굴 투이미시 카툰 - 그의 사후 몽케 칸이 수계
    - 딸 : 시린(Ширин, 몽골어로 달콤한이라는 뜻이다.)
    - 딸 : 비치케(Бичикэ)
    - 사위 : 제찬규(諸燦珪)
      - 외손자 : 제문유(諸文儒)

### 족보
|  |                            |  |  |  |  |  |  |  |  |  |  |  |  |  |  |  |
|  | 16. 카불 칸                |  |  |  |  |  |  |  |  |  |  |  |  |  |  |  |
|  |                            |  |  |  |  |  |  |  |  |  |  |  |  |  |  |  |
|  |                            |  |  |  |  |  |  |  |  |  |  |  |  |  |  |  |
|  | 8. 바르탄 바하투르         |  |  |  |  |  |  |  |  |  |  |  |  |  |  |  |
|  |                            |  |  |  |  |  |  |  |  |  |  |  |  |  |  |  |
|  |                            |  |  |  |  |  |  |  |  |  |  |  |  |  |  |  |
|  | 17. 카라루크 (옹기라트 부) |  |  |  |  |  |  |  |  |  |  |  |  |  |  |  |
|  |                            |  |  |  |  |  |  |  |  |  |  |  |  |  |  |  |
|  |                            |  |  |  |  |  |  |  |  |  |  |  |  |  |  |  |
|  | 4. 이수게이 바하투르       |  |  |  |  |  |  |  |  |  |  |  |  |  |  |  |
|  |                            |  |  |  |  |  |  |  |  |  |  |  |  |  |  |  |
|  |                            |  |  |  |  |  |  |  |  |  |  |  |  |  |  |  |
|  | 9. 바가르 수니굴 우진      |  |  |  |  |  |  |  |  |  |  |  |  |  |  |  |
|  |                            |  |  |  |  |  |  |  |  |  |  |  |  |  |  |  |
|  |                            |  |  |  |  |  |  |  |  |  |  |  |  |  |  |  |
|  | 2. 칭기즈 칸               |  |  |  |  |  |  |  |  |  |  |  |  |  |  |  |
|  |                            |  |  |  |  |  |  |  |  |  |  |  |  |  |  |  |
|  |                            |  |  |  |  |  |  |  |  |  |  |  |  |  |  |  |
|  | 5. 올코노드 호엘룬         |  |  |  |  |  |  |  |  |  |  |  |  |  |  |  |
|  |                            |  |  |  |  |  |  |  |  |  |  |  |  |  |  |  |
|  |                            |  |  |  |  |  |  |  |  |  |  |  |  |  |  |  |
|  | 1. 툴루이 감국             |  |  |  |  |  |  |  |  |  |  |  |  |  |  |  |
|  |                            |  |  |  |  |  |  |  |  |  |  |  |  |  |  |  |
|  |                            |  |  |  |  |  |  |  |  |  |  |  |  |  |  |  |
|  | 6. 데이세첸                |  |  |  |  |  |  |  |  |  |  |  |  |  |  |  |
|  |                            |  |  |  |  |  |  |  |  |  |  |  |  |  |  |  |
|  |                            |  |  |  |  |  |  |  |  |  |  |  |  |  |  |  |
|  | 3. 부르테 우진 카툰        |  |  |  |  |  |  |  |  |  |  |  |  |  |  |  |
|  |                            |  |  |  |  |  |  |  |  |  |  |  |  |  |  |  |
|  |                            |  |  |  |  |  |  |  |  |  |  |  |  |  |  |  |
|  | 7. 초탄                    |  |  |  |  |  |  |  |  |  |  |  |  |  |  |  |
|  |                            |  |  |  |  |  |  |  |  |  |  |  |  |  |  |  |
|  |                            |  |  |  |  |  |  |  |  |  |  |  |  |  |  |  |

## 툴루이 칸이 등장한 작품
- 《칭기즈칸의 후예(建元风云)》(2013년, 후난위성TV) - 뤼량웨이(呂良偉)

| 전임 아버지 칭기스 칸 | 몽골 제국의 대칸 (임시) 1227년 8월 25일 ~ 1229년 9월 13일 | 후임 형 우구데이 카안 |

| 전임 서하 말제 이현 | 중국 감숙성, 산시성 지역 통치자 1227년 8월 28일 ~ 1229년 9월 13일 | 후임 형 우구데이 카안 |